# Монастероло ди Савиљано
Монастероло ди Савиљано (итал. Monasterolo di Savigliano) је насеље у Италији у округу Кунео, региону Пијемонт.
Према процени из 2011. у насељу је живело 1071 становника. Насеље се налази на надморској висини од 294 м.

## Становништво
Према резултатима пописа становништва 2011. у општини је живело 1.357 становника.
| 1936. | 1951. | 1961. | 1971. | 1981. | 1991. | 2001. | 2011. |
| ----- | ----- | ----- | ----- | ----- | ----- | ----- | ----- |
| 1.474 | 1.385 | 1.185 | 1.153 | 1.133 | 1.142 | 1.173 | 1.357 |